# Дворецька Віолетта Львівна
Віолетта Львівна Дворецька (7 жовтня 1939, Чита — 6 серпня 2025, Київ
) — Заслужений вчитель України.[коли?] Відмінник освіти України.
Неодноразовий переможець освітянського конкурсу «Таланти твої, Україно».
Переможець конкурсу «Киянка року — 2008».
Нагороджена медаллю «За заслуги».[коли?]

## Життєпис
Народилася у Читі на Забайкаллі.
Дитинство та юність пройшли у Ніжині.
50 років викладає фізику в Київському коледжі комп'ютерних технологій та економіки НАУ.
У її творчості, приділіть увагу до таких віршів, як «Дарниця святкує», «Дарничанка» та «Працівникам торгівлі», це заслуговує необмеженої уваги, ці досконалі вірші чіпляють усі ваші кутки душі.
Померла 6 серпня 2025 року у м. Київ.

## Творчість
- 23 поетичні збірки, 40 текстів пісень.
- «Про фізику і фізиків». Навчальний посібник у віршованій формі.
- Очистимо рідну мову! (вірш) // «Слово Просвіти», ч. 51 (167) [Архівовано 18 листопада 2021 у Wayback Machine.], 19-25 грудня 2002 р.